# Langwaffe
Langwaffen sind eine Kategorie zur Typologie von Waffen. Klassifiziert werden damit Schusswaffen bzw. Handfeuerwaffen nach den Begriffsbestimmungen des deutschen Waffengesetzes (WaffG). Der Begriff Langwaffe ist kein Begriff der Waffentechnik. Langwaffen und Bestandteile davon überschreiten bestimmte Abmessungen von Kurzwaffen. Waffentechnisch handelt es sich um tragbare Schusswaffen, deren Reichweite über die von Kurzwaffen hinausgeht.

## Definition
Die waffenrechtliche Legaldefinition lautet:

„Langwaffen; dies sind Schusswaffen, deren Lauf und Verschluss in geschlossener Stellung insgesamt länger als 30 cm sind und deren kürzeste bestimmungsgemäß verwendbare Gesamtlänge 60 cm überschreitet; Kurzwaffen sind alle anderen Schusswaffen.“

## Waffentechnische Zuordnung
Langwaffen sind Flinten und Büchsen als Einzellader, Repetierwaffen und Selbstladewaffen sowie die rechtlich als Kriegsschusswaffen eingestuften Maschinenpistolen, Maschinenkarabiner und Maschinengewehre. Waffen, die modifiziert sind, aber nur Einzelfeuer schießen können, und nur das Aussehen dieser Waffen haben, fallen nicht unter diesen Geltungsbereich.

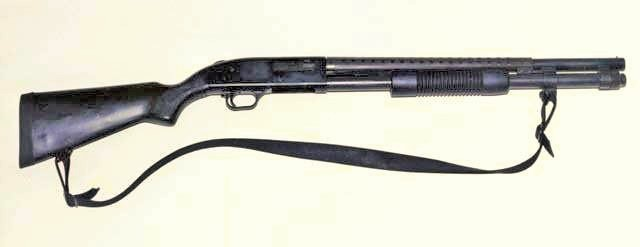
Vorderschaftrepetierflinte
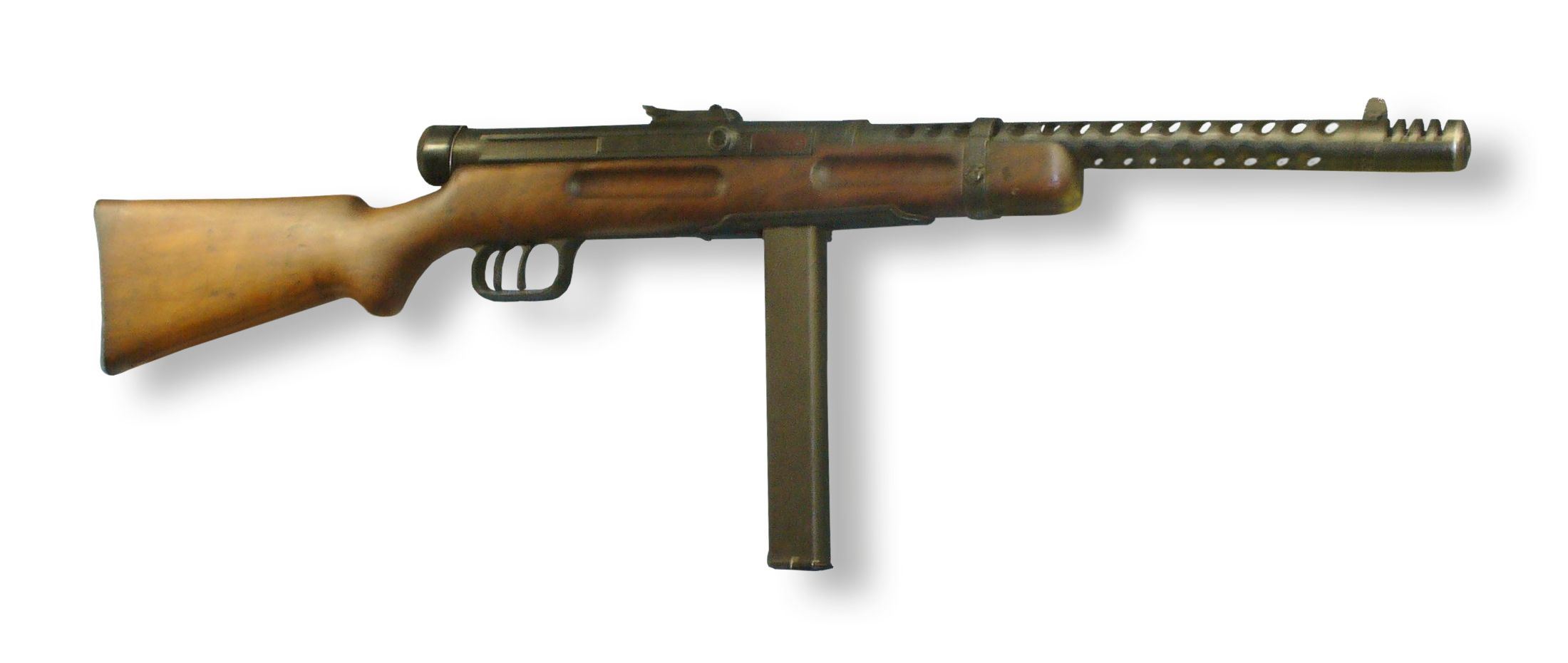
Maschinenpistole
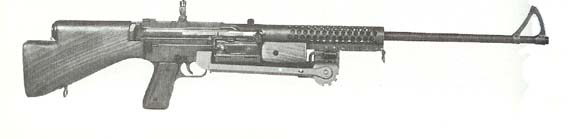
Maschinengewehr

## Gebrauch
Langwaffen eignen sich wegen ihrer höheren Präzision gegenüber Kurzwaffen zum Schießen auf größere Distanzen und werden u. a. bei der Jagd, im Sportschießen, beim Militär und der Polizei verwendet.